# Image ambigüe

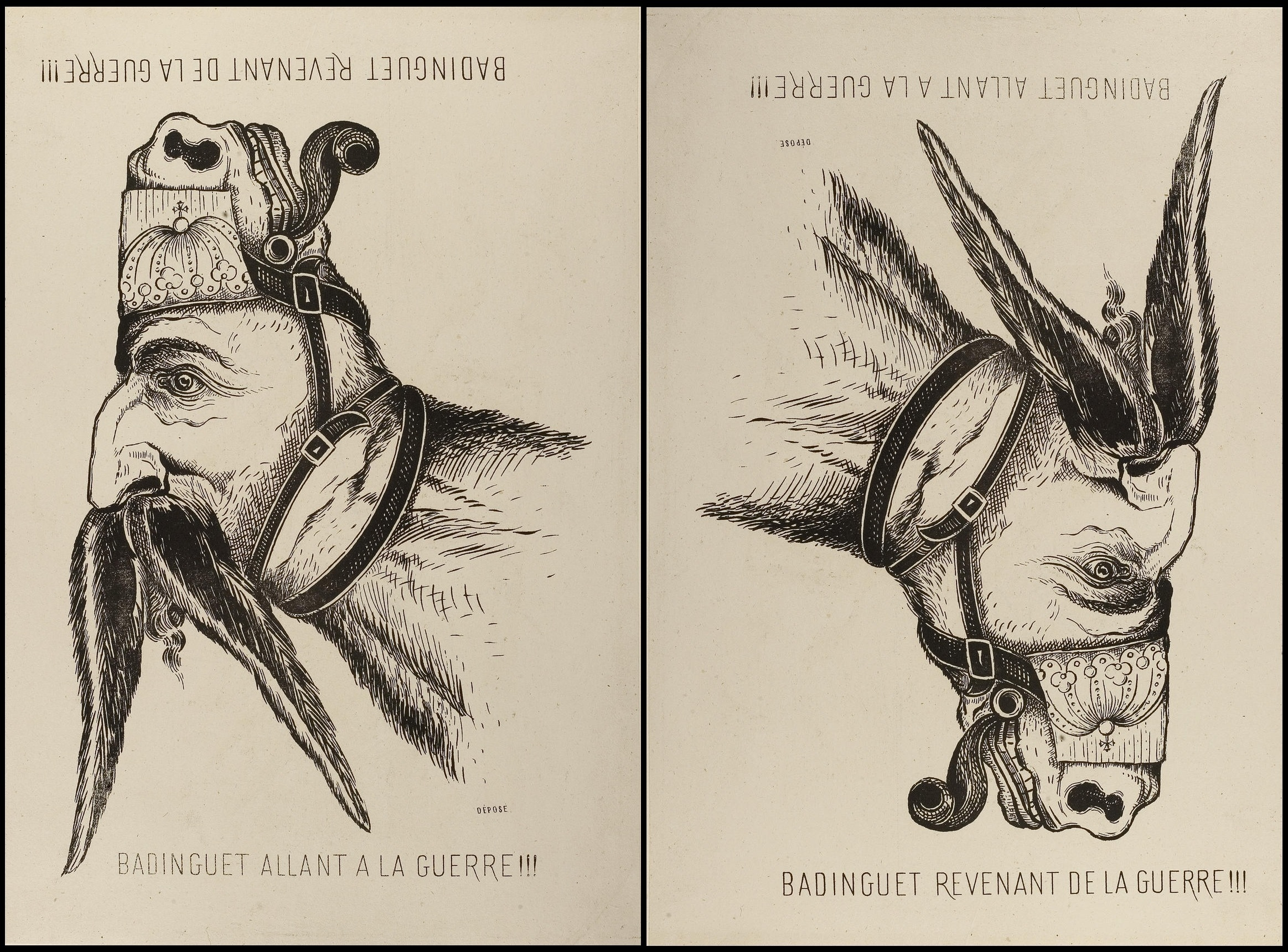
Caricature de Napoléon III sous forme d'image réversible. Badinguet allant à la Guerre / Badinguet revenant de la Guerre, 1870.

Une image ambigüe ou image ambiguë, ou image réversible, ou encore image à double sens, est une image qui suscite l'ambiguïté, par illusion d'optique.
Les images ambiguës exploitent des similitudes graphiques et d'autres propriétés d'interprétation du système visuel humain entre deux ou plusieurs formes d'images distinctes.
Parmi les différents types d'images ambiguës figurent les images réversibles qui prennent sens à l'envers lorsqu'elles pivotent d'un demi-tour, les images ambiguës de perception figure-fond, les images ambiguës d'interprétation des formes, les ambigrammes, et les objets impossibles.

## Types

### Images à l'envers
Les images réversibles par rotation sont très anciennes, puisqu'on retrouve des médailles forgées aux illustrations satiriques, datant du 16e siècle.
Le peintre Giuseppe Arcimboldo (1527-1593) a conçu plusieurs toiles sur le principe des images à double sens décodables à l'envers, notamment Le Cuisinier, la Tête réversible avec panier de fruits, et le Jardinier de légumes. Nature morte peinte à l'huile sur bois vers 1570, la peinture du Cuisinier transforme un plat de viandes rôties en une figure anthropomorphique par paréidolie.
En 1903, l'artiste illustrateur Gustave Verbeck crée des bandes dessinées où, pour savoir la suite, il faut tourner le dessin à l'envers, le texte étant écrit dans les deux sens. Cette œuvre, The Upside-Downs of Little Lady Lovekins and Old Man Muffaroo, est une innovation complexe inspirée des œuvres de Peter Newell.
Le livre Topsys & turvys de Peter Newell est une collection de dessins réversibles par symétrie de 180 degrés.
Le peintre britannique, dessinateur et illustrateur Rex Whistler, a publié en 1946 un livre rassemblant des dessins réversibles, avec un ambigramme ¡OHO! sur la couverture.

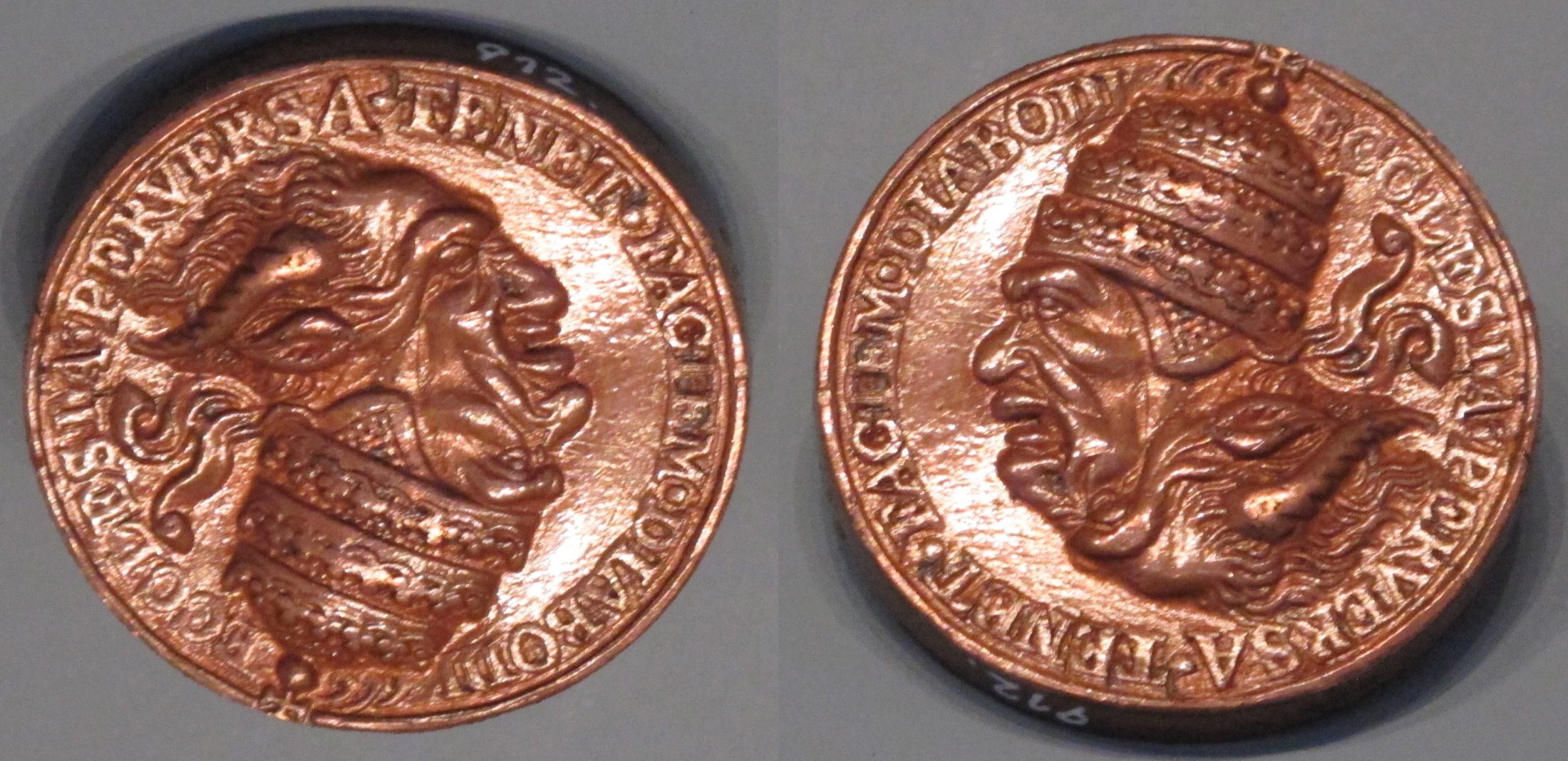
Médaille satirique du pape à l'endroit, transformé en diable à l'envers. Nuremberg, 1550.
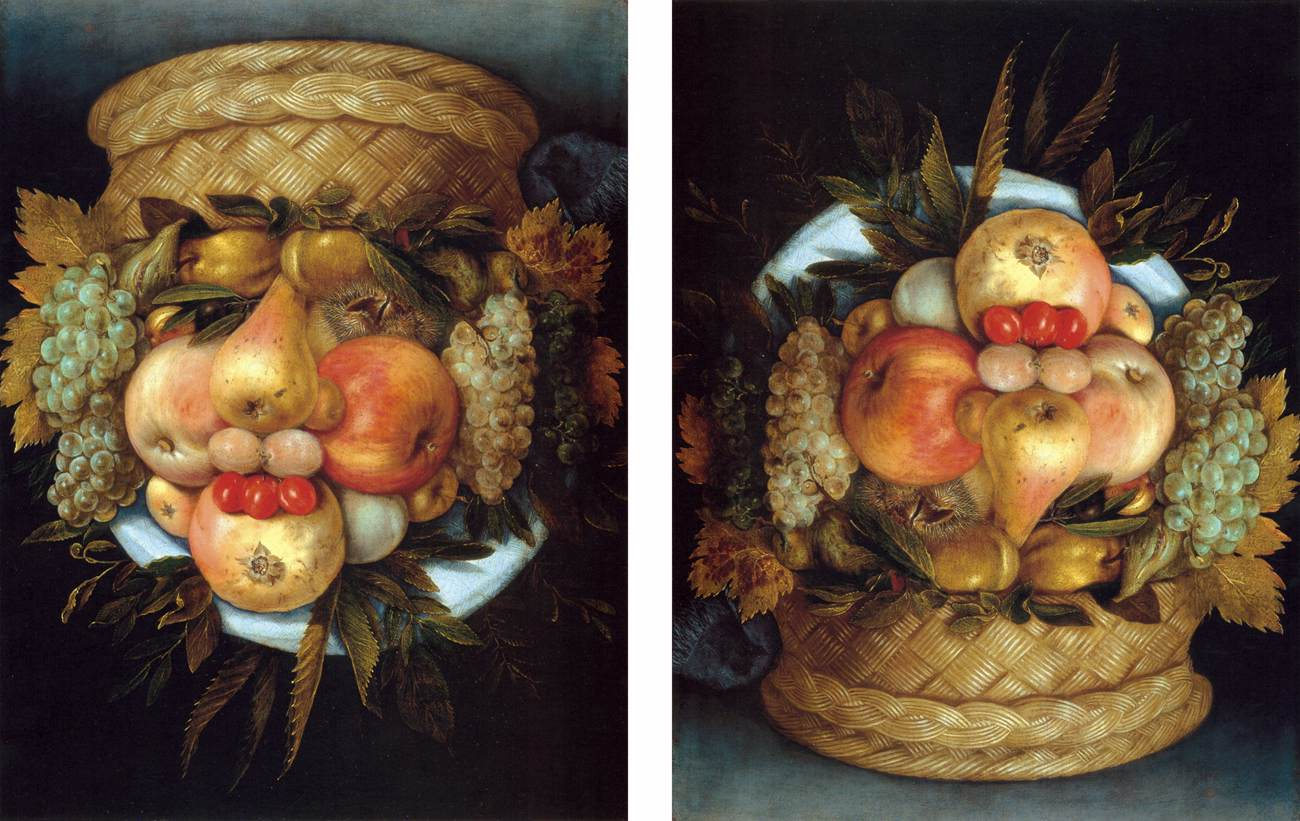
Tête réversible avec panier de fruits, Giuseppe Arcimboldo, 1590.
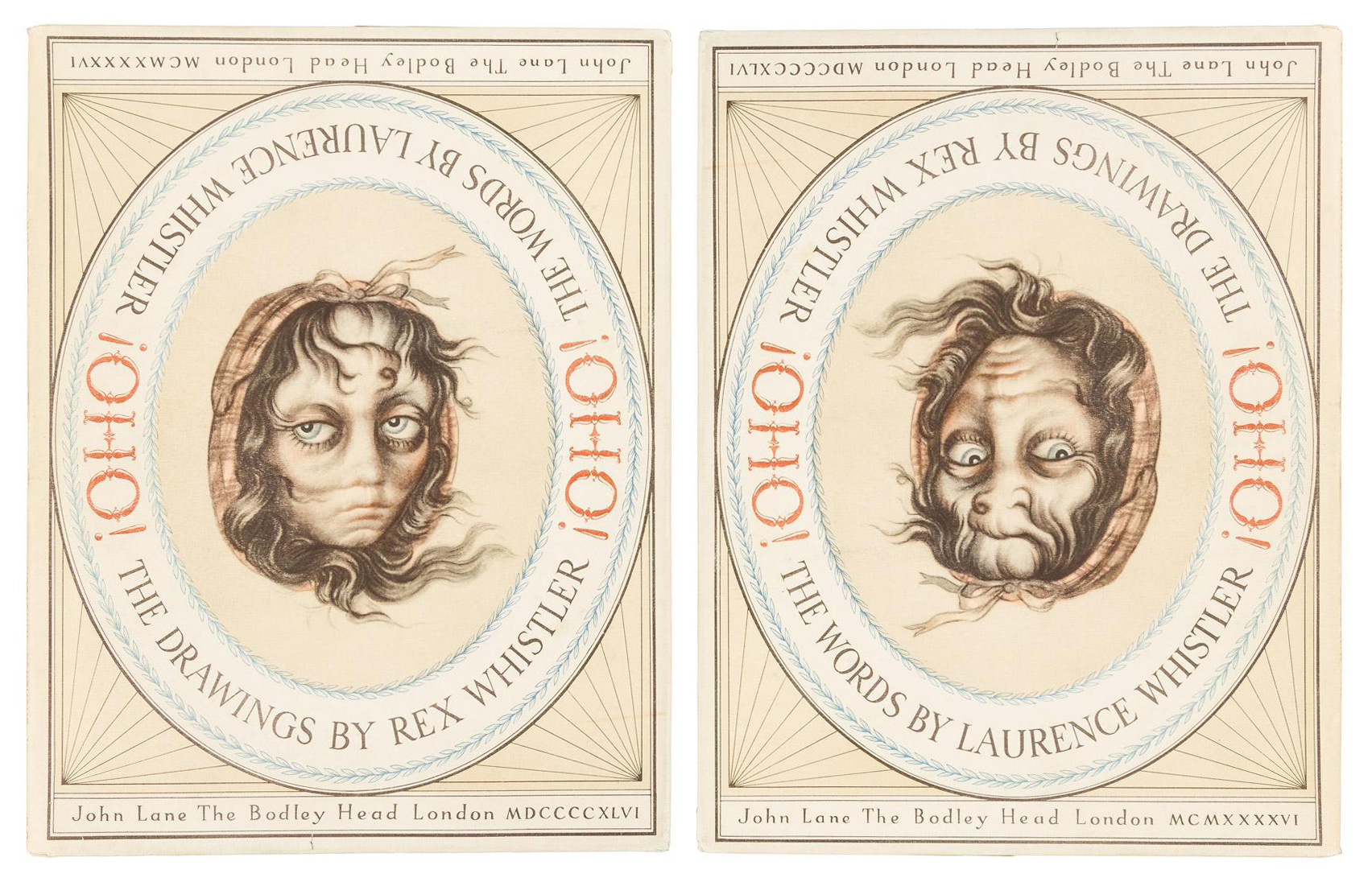
Visages réversibles par rotation, par Rex Whistler, 1946.

### Ambiguïté de perception figure-fond
Les images ambigües de type figure-fond exploitent l'espace négatif situé entre les objets, ou autour d'eux, afin de susciter un nouvel objet porteur de signification. Ainsi, le vase de Rubin, par exemple, attribué à Edgar Rubin est un exemple célèbre d'image ambigüe où l'on distingue à la fois deux visages face à face dans une partie « positive », et entre les deux, un vase dans une partie contrastée, prenant forme à l'intérieur de l'espace « négatif ». La perception humaine permet d'alterner d'une représentation mentale à l'autre.

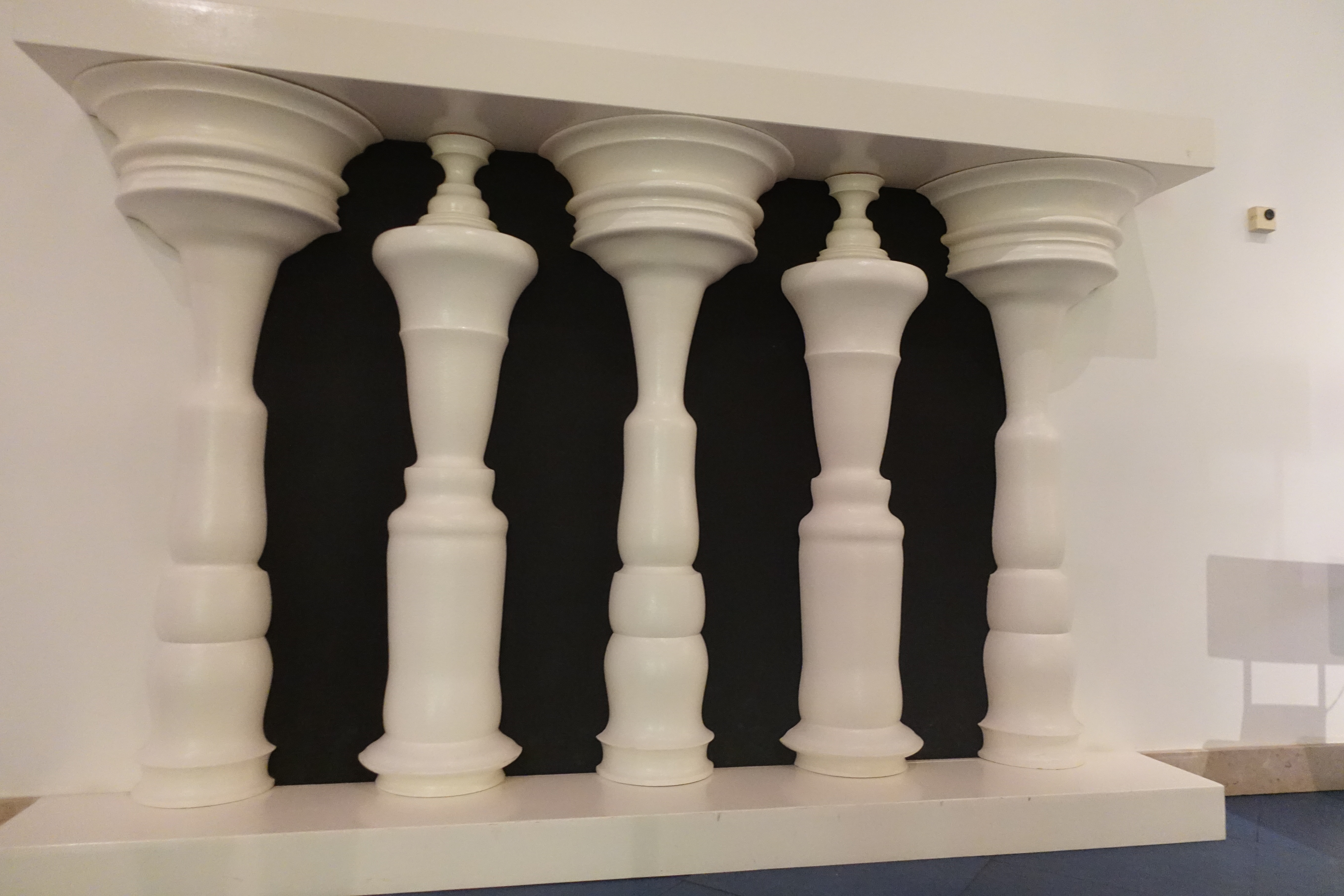
Illusion colonnes / silhouettes sur un édifice à Lisbonne, image ambigüe de perception figure-fond.

### Ambiguïté par interprétation des formes
Certaines images à double sens sont ambiguës par la multitude d'interprétations des formes qu'elles génèrent. C'est le cas notamment des illusions type canard-lapin ou Ma femme et ma belle-mère (en).
La première version connue du canard-lapin est un dessin non attribué d'un numéro de Fliegende Blätter, magazine humoristique allemand, datant du 23 octobre 1892. Il s'agit d'une illusion d'optique où la tête d'un canard avec son bec peut être confondue avec celle d'un lapin et ses oreilles.
La paréidolie est la tendance de la perception à faire naître une interprétation significative sur un stimulus, généralement visuel, de sorte que l'on discerne un objet, un motif ou une signification là où il n'y en a pas. Le peintre italien Giuseppe Arcimboldo a beaucoup exploité cette faculté humaine pour réaliser ses portraits ambigus composés tantôt de fleurs, de livres, ou de légumes, par exemple Vertumne, tableau réalisé en 1590, représentant l’empereur Rodolphe II déguisé en Vertumne, dieu des jardins et des vergers dans la mythologie romaine.
All Is Vanity, par l'illustrateur américain Charles Allan Gilbert, est une image ambiguë datant de 1892 révélant un crâne, et en même temps une femme assise face à une glace.

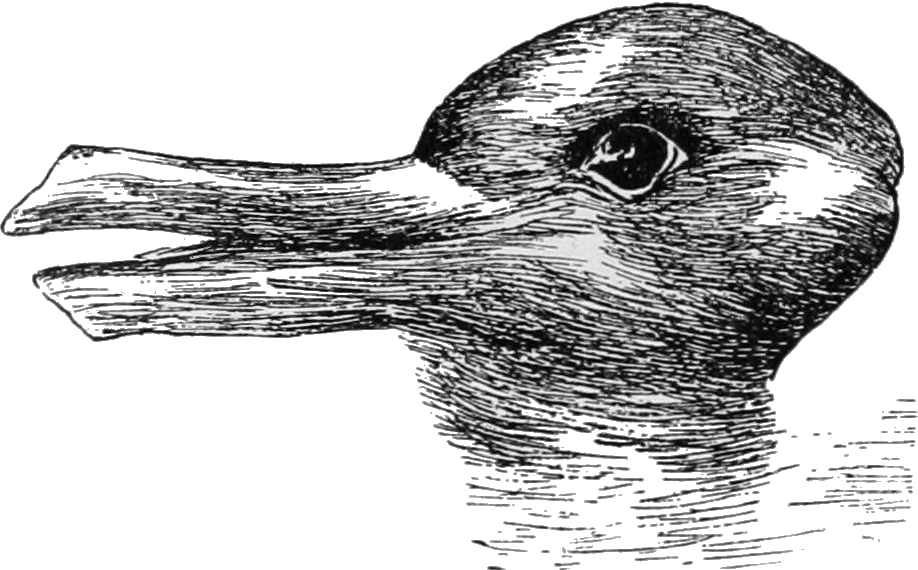
Image ambigüe canard-lapin.
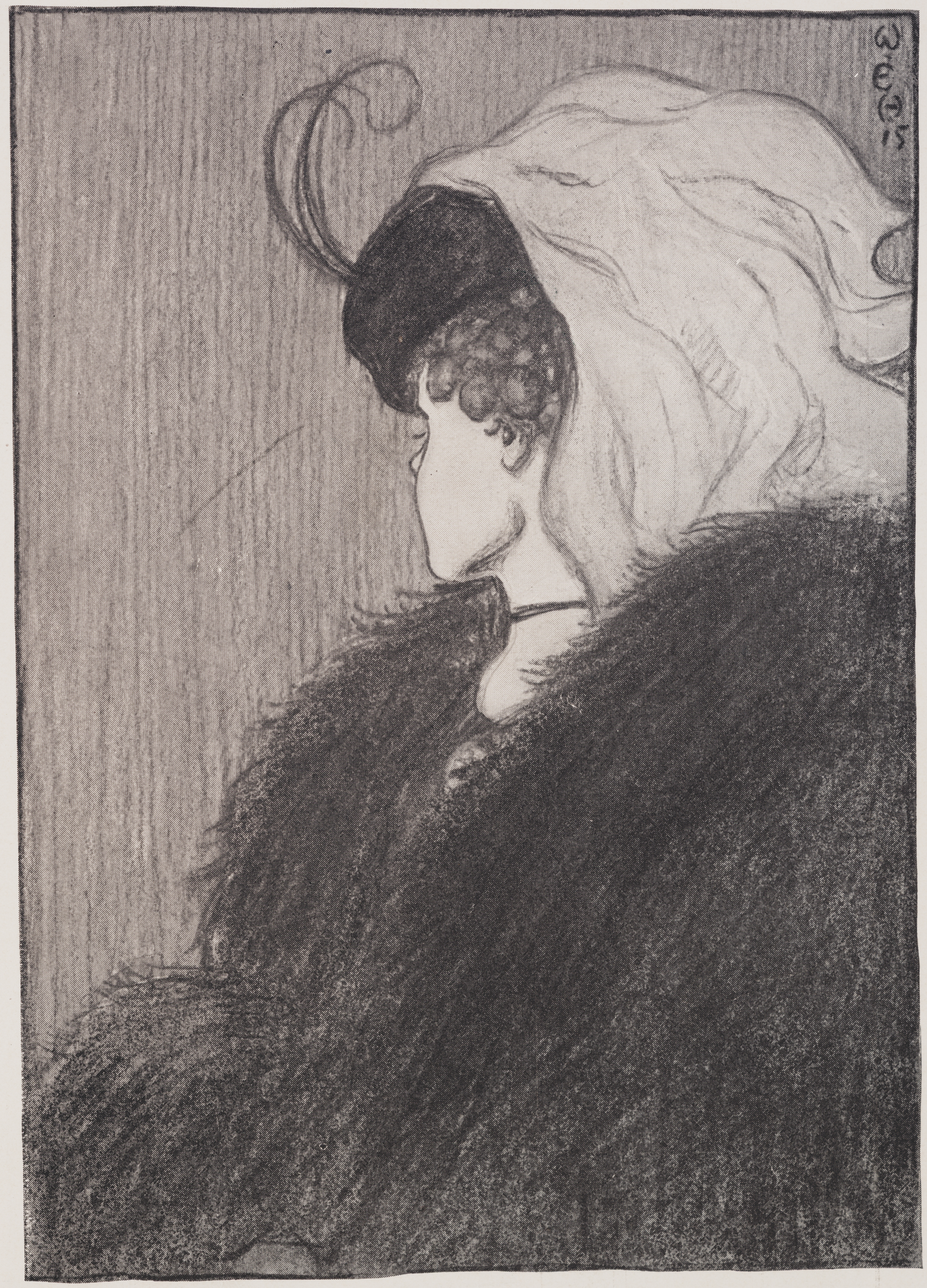
Image ambigüe Ma femme et ma belle-mère (en), par William Ely Hill.
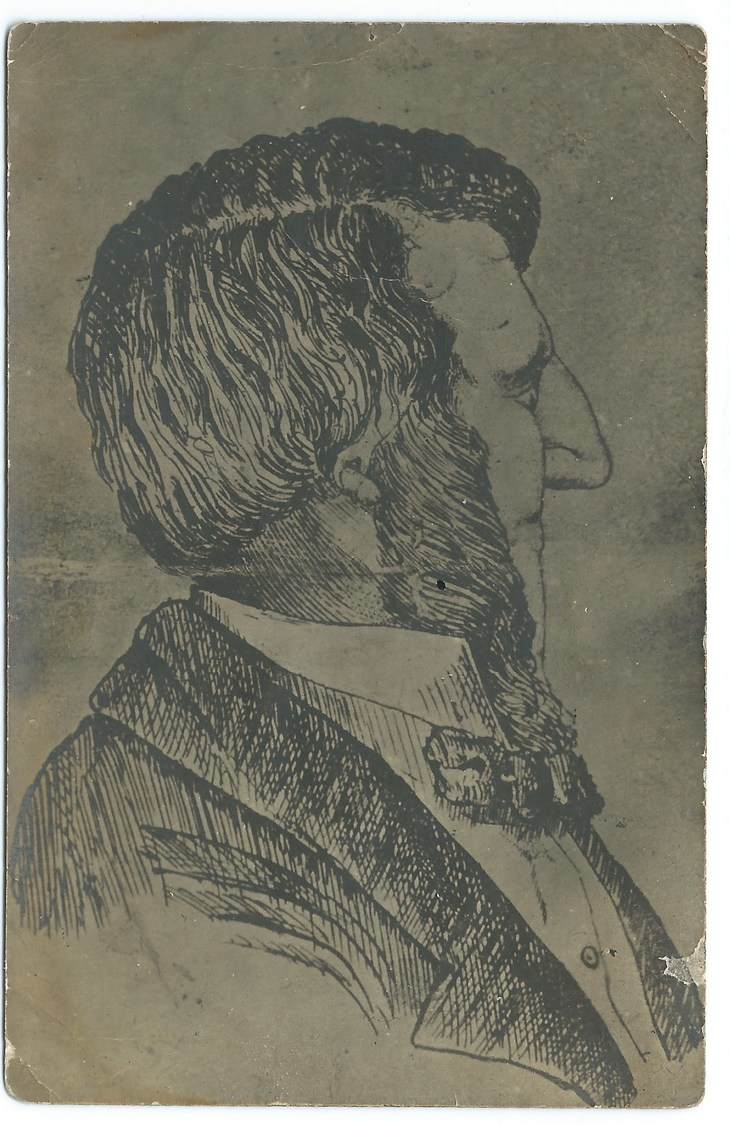
L'homme barbu et la femme nue, XIXe siècle.
Peinture ambiguë Vertumne de Giuseppe Arcimboldo, 1590.
All Is Vanity, par l'illustrateur américain Charles Allan Gilbert, 1892.

### Ambigrammes
Les ambigrammes sont des dessins calligraphiques générant plusieurs interprétations sous forme écrite. Le préfixe ambi- signifie double. Par leur forme visuelle, les ambigrammes sont des images ambigües communiquant des "idées" constituées de lettres ou de signes. L'essence est d'imprégner une seule forme écrite avec ambiguïté.
Ces objets prennent parfois la forme de calembourgs visuels.
Les ambigrammes de décalage perceptuel, également appelés « ambigrammes par oscillation », fonctionnent comme les images ambiguës de style canard-lapin. Ce sont des formes visuelles dépourvues de symétrie, qui peuvent être lues comme deux mots différents selon la façon dont les courbes des lettres sont interprétées.
Par exemple, Douglas Hofstadter exprime la double nature de la lumière telle que révélée par la physique avec son ambigramme de décalage perceptuel Wave /Particle (onde/corpuscule, en anglais).
Les ambigrammes de perception figure-fond révèlent différents messages à travers l'espace négatif. Dans ce cas, les lettres s'emboîtent de sorte que l'espace négatif autour du mot et entre les vides qu'il contient épelle un autre mot.
Certains ambigrammes sont des illusions d'optique par rotation, comme les images ambiguës discernables à l'envers, d'autres prennent leur sens à travers un miroir ou une paroi réfléchissante.
Dans sa bande dessinée The Upside Downs of Little Lady Lovekins and Old Man Muffaroo publiée en 1904, le dessinateur Gustave Verbeek combine des images à double sens avec des phrases ambigrammes.

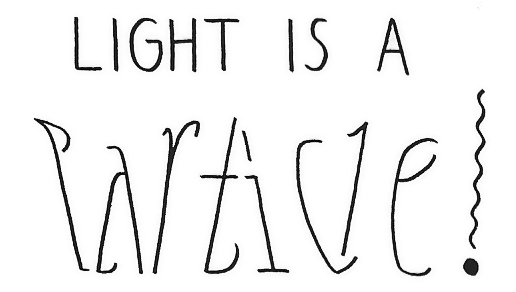
Ambigramme de décalage perceptuel Wave /Particle  (onde/corpuscule, en anglais), par Douglas Hofstadter.
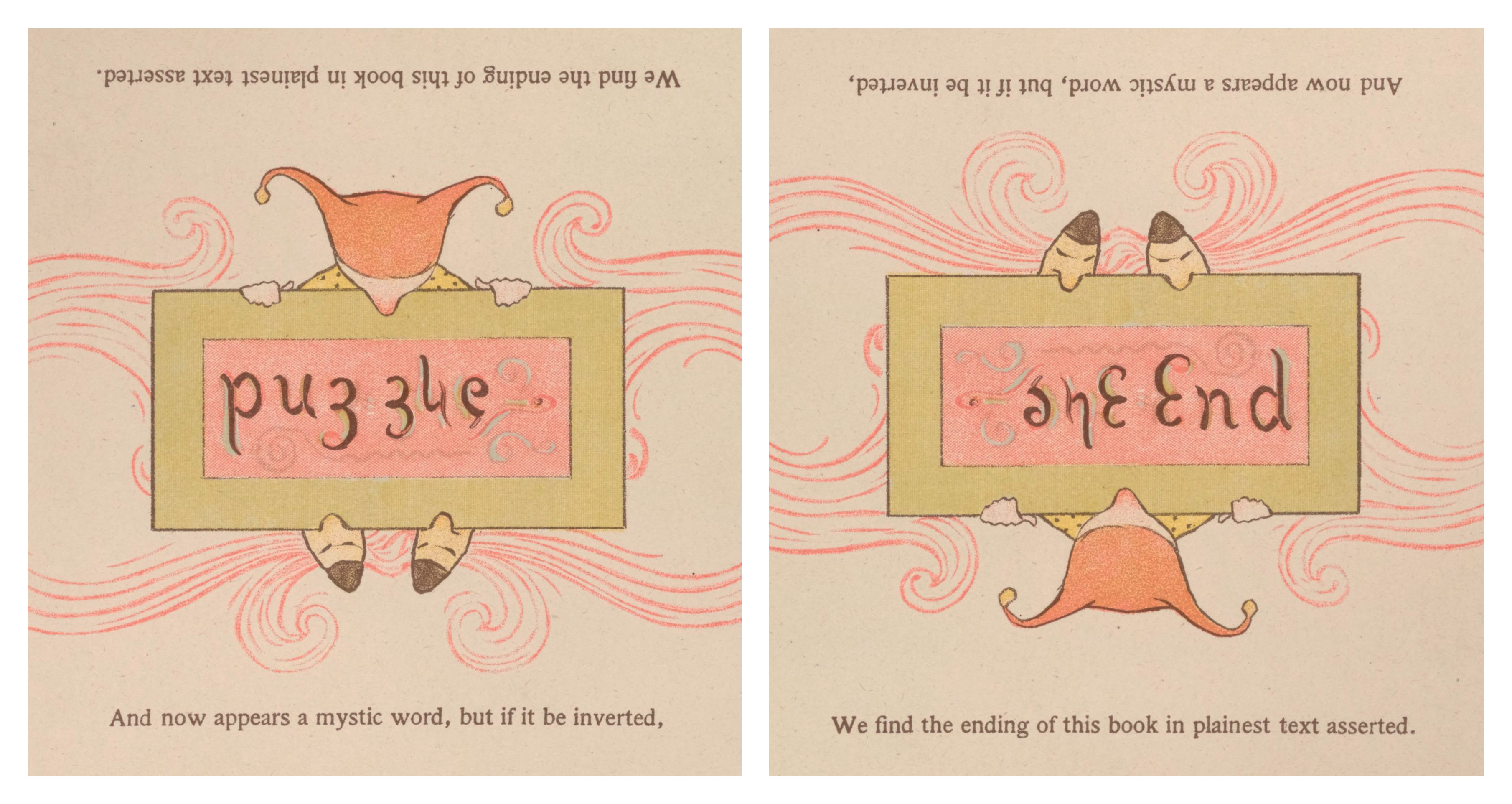
Ambigramme rotationnel de Peter Newell, publié dans son ouvrage Topsys & turvys, 1893[4]. L'illusion se révèle quand on retourne l'image.
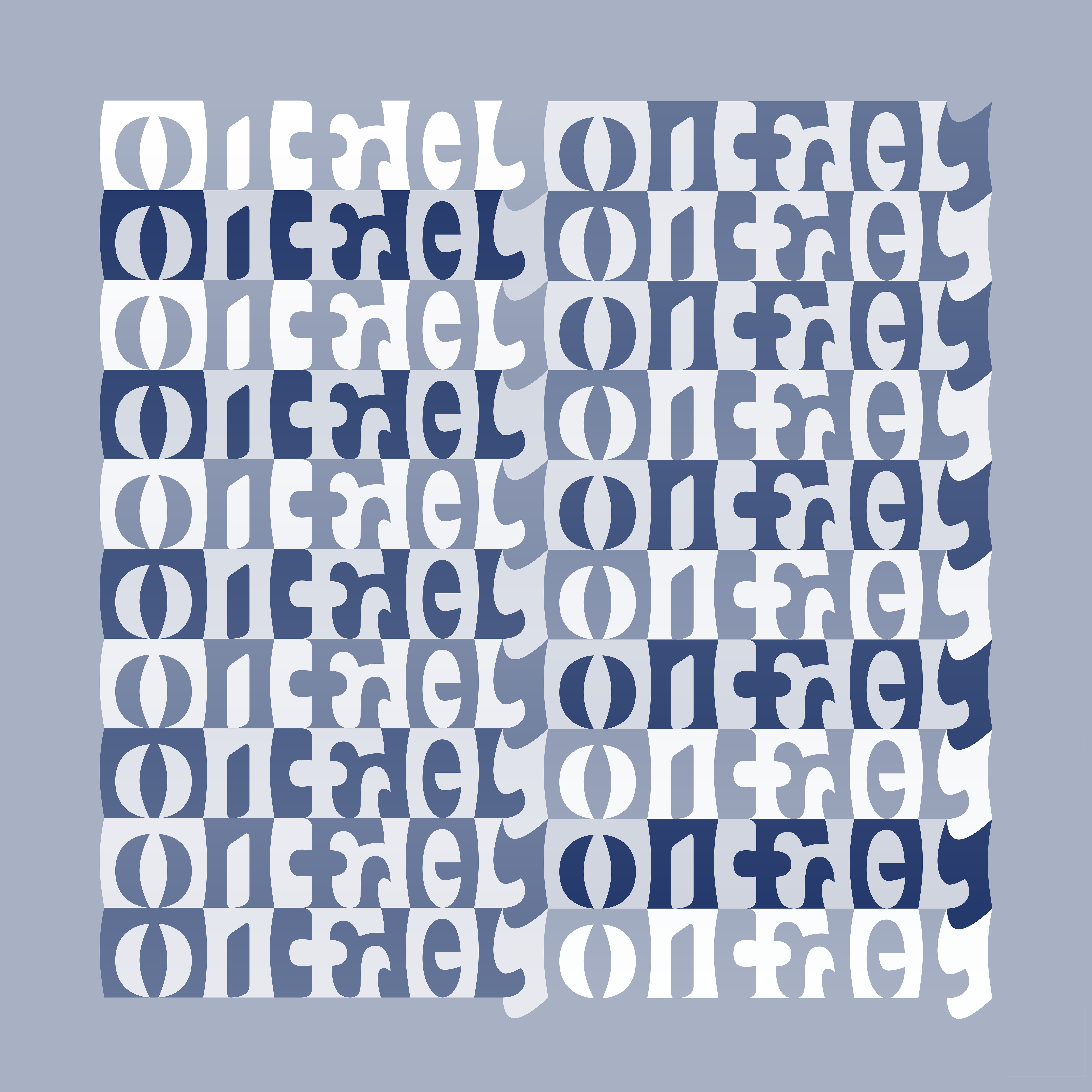
Michel Onfray, ambigramme de type figure-fond. Illusion cognitive exploitant l'espace négatif.
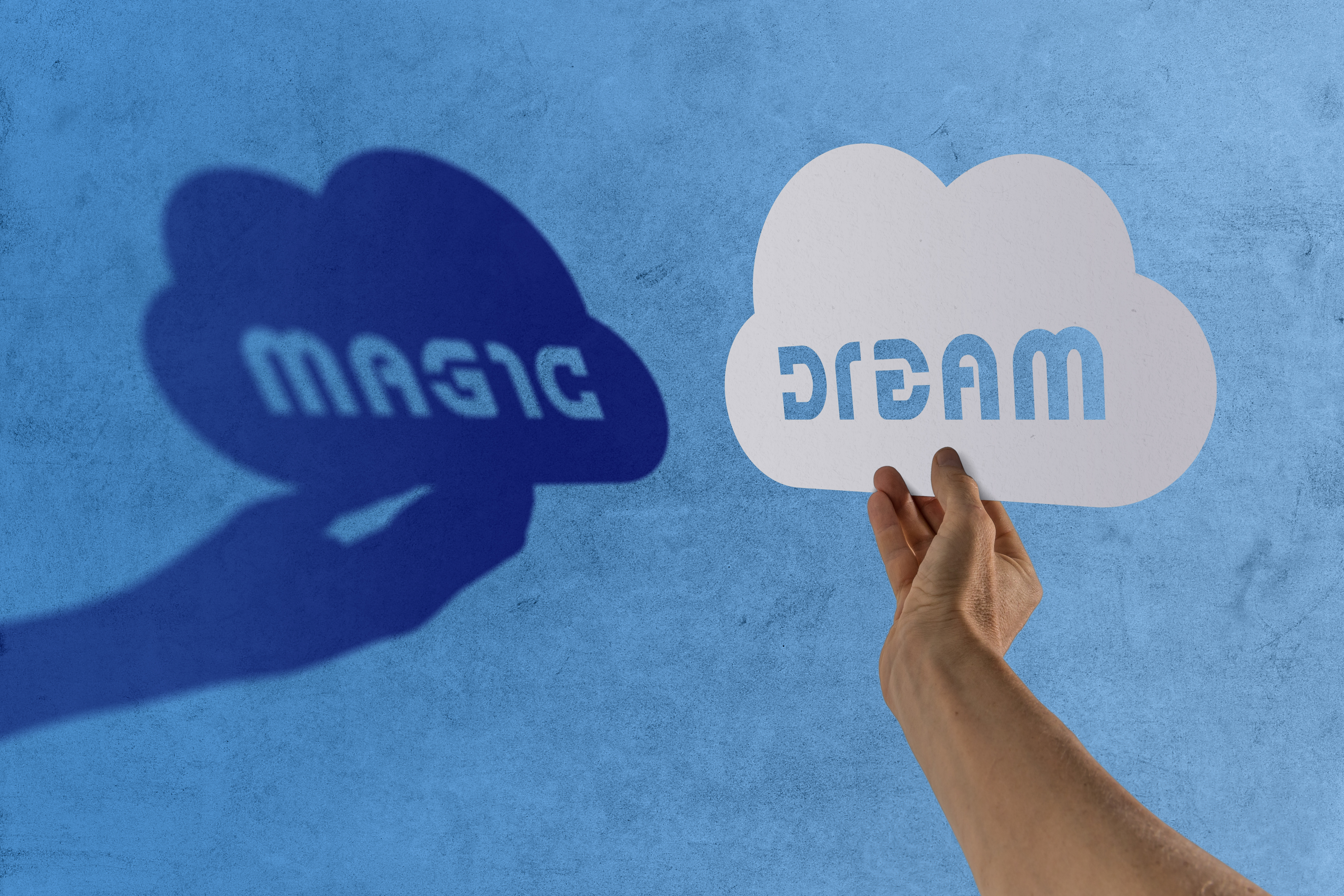
Ambigramme par réflexion axiale, utilisable en illusionisme.
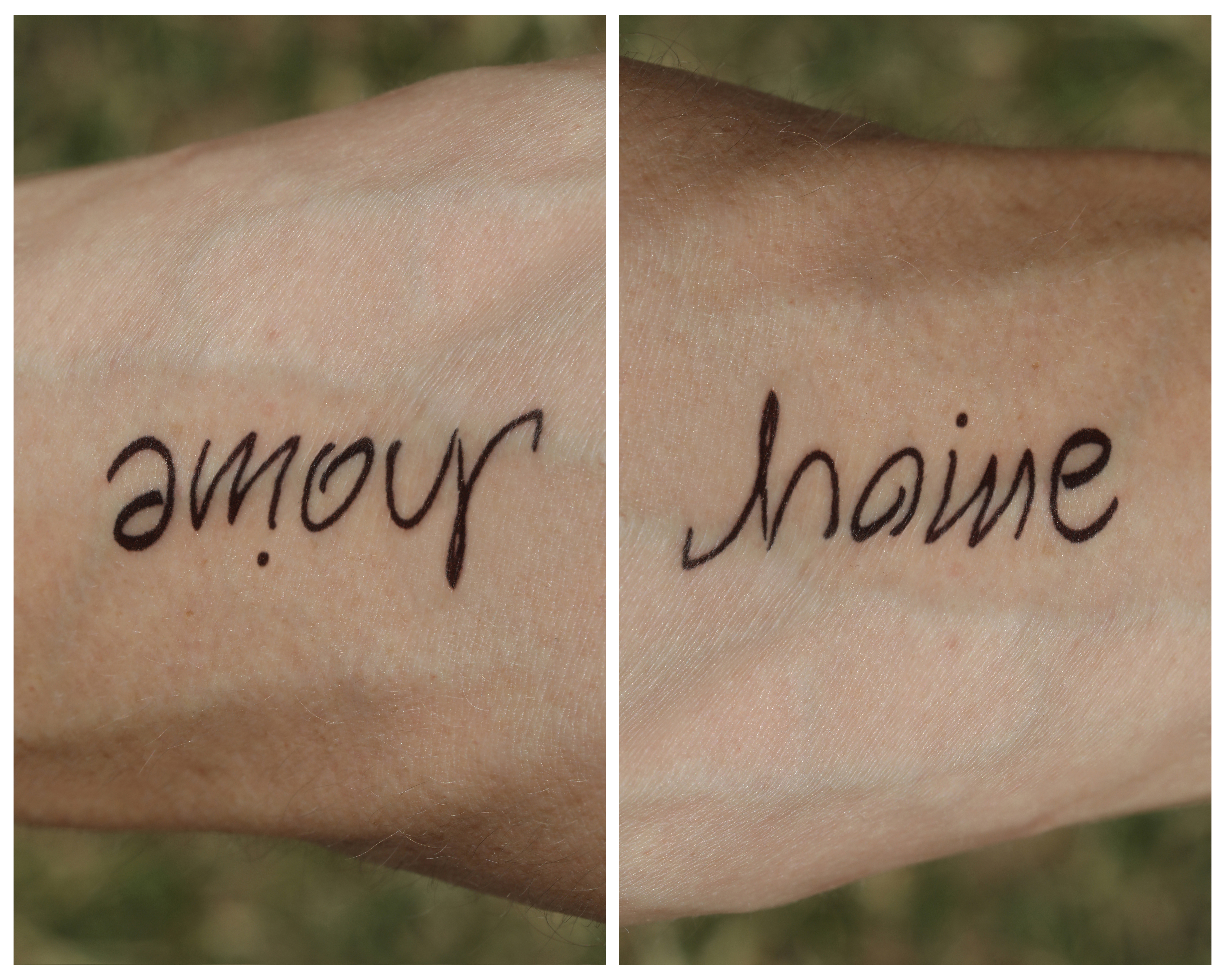
Amour / Haine, hétérogramme (le mot change) et visuel réversible au sein duquel deux interprétations cohabitent.

### Objets impossibles ou à double sens
Un objet impossible est la représentation d'une construction fictive d'un objet contraire aux lois physiques connues de la nature. Par exemple le triangle de Penrose ou le Cube de Necker entrent dans cette catégorie d'illusions d'optique.
La danseuse en rotation (The Spinning dancer, en anglais) est une illusion d'optique créée par le web designer Nobuyuki Kayahara, qui permet à certains observateurs de voir la figure tourner dans le sens horaire et à certains autres, dans le sens trigonométrique (anti-horaire). L'illusion est créée par le manque de repères visuels pour la profondeur. Il s'agit d'une variante du Cube de Necker.
L'escalier de Schröder entre également dans cette catégorie d'illusions. Il s'agit d'un escalier qui peut être perçu soit comme vu du dessus, soit comme vu du dessous. C'est un exemple classique d'inversion de perspective en psychologie de la perception. Il porte le nom du naturaliste allemand
Heinrich Georg Friedrich Schröder (de), qui l'a publié en 1858.
Cette illusion est parfois aussi appelée « marches de Schouten », en référence à un petit escalier en tôle donné à M.C. Escher par le professeur Schouten, lequel a inspiré la gravure Convexe et Concave d'Escher. Cette illusion se retrouve également dans l'œuvre d'Escher intitulée Relativité.

Le triangle de Penrose, objet impossible.
Le Cube de Necker possède une forme visuelle ambiguë.
L'escalier de Schröder, figure réversible.

## En sciences cognitives
Les images ambiguës sont importantes dans le domaine des sciences cognitives car elles sont souvent des outils de recherche utilisés dans les expériences.
La perception multistable (en) (parfois perception bistable) est un phénomène perceptif lié aux images ambiguës dans lequel un observateur expérimente une séquence de changements d'interprétation subjectifs spontanés et non volontaire (ou dans une moindre mesure). Dans le cas de la perception visuelle, il s'agit d'une forme d'illusion d'optique.